# SIF
SIF (Source Intermediate Format) és un format de vídeo reduït de l'estàndard de vídeo digital MPEG-1.
Aquest format redueix la mida de la imatge estàndard a la meitat de files i la meitat de columnes: de 576 files x 720 columnes passa a 288 files x 360 columnes de píxels en el cas PAL i de 480 files x 720 columnes passa a 240 files x 360 columnes pel cas NTSC. En el cas de voler tractar la imatge mitjançant blocs de 16x16 píxels la imatge consta de mides una mica diferents: 288 files x 352 columnes pel cas PAL i 240 files x 352 columnes pel cas NTSC, ja que 360 no és múltiple de 16 mentre que 352 sí.
Utilitza un patró de mostratge format 4:2:0, el qual significa que al mostrejar la imatge ja reduïda, obtenim, pel cas de la lluminància totes les mostres, però en el cas de les components de croma per cada dos files i per cada dos columnes només obtenim una fila i una columna respectivament, de manera que per les components de croma tenim 144 files x 180 columnes(o 176 en cas d'utilitzar 352 columnes) en el cas PAL i 120 files x 180 (o 176) columnes en el cas NTSC, és a dir, la meitat. S'utilitza, com la resta de formats de vídeo reduït, per algunes aplicacions en les quals no és necessària tanta qualitat d'imatge i ens permet estalviar recursos.

## Característiques bàsiques
- Mida de la imatge : 288 files x 360 (352) columnes (PAL); 240 files x 360 (352) columnes (NTSC).
- Patró de mostratge: Format 4:2:0.
- Component de lluminància: 288 files x 360 (352) columnes (PAL); 240 files x 360 (352) columnes (NTSC).
- Components de croma: 144 files x 180 (176) columnes (PAL); 120 files x 180 (176) columnes (NTSC).
- Al reduir-ne la imatge a la meitat, redueix també la seva freqüència d'imatge a la meitat: 25 Hz pel cas PAL i 30 Hz pel cas NTSC.
- La reducció de la freqüència comporta que utilitzi el sistema progressiu.
- I el sistema progressiu li dona una qualitat d'imatge similar a la del vídeo analògic VHS.

## Característiques avançades
- Format SIF:

En la gràfica que trobem a continuació s'il·lustra com es mostreja la imatge original. Com es pot observar, agafa una component per cada dos files i dos columnes, és a dir, un de cada quatre píxels. Al mateix temps, aplica el format 4:2:0 (patró de mostratge), ja que podem veure com per cada dos files i dos columnes de lluminància agafa només una component de croma, és a dir, agafa una component de croma per cada quatre de lluminància.
No s'ha de confondre amb les imatges anteriors en les quals s'explica el patró de mostreig format 4:2:0, que podria entendre's com el patró per agafar les components de croma un cop tenim la imatge reduïda, mentre que en la imatge que acabem d'explicar, es pot observar com es redueix la imatge original al mateix temps que s'aplica el patró de mostreig indicat.

## Comparació de resolucions entre els formats de vídeo reduïts
| Format | Resolució vídeo |
| ------ | --------------- |
| SQSIF  | 128 × 96        |
| QSIF   | 176 × 120       |
| SIF    | 352 × 240       |
| 4SIF   | 704 × 480       |
| 16SIF  | 1408 × 960      |

## Aplicacions
- Aquelles en les que no necessitem tanta qualitat d'imatge i ens permet reduir recursos: videoconferència...
- Per tractar la imatge amb blocs 16x16 en MPEG-1 utilitzem SIF de 352 columnes (múltiple de 16).[5]